# Vicepresidente de Surinam
El Vicepresidente de Surinam (en neerlandésː Vicepresident van de Republiek Suriname) es la persona con el segundo puesto más alto en la rama ejecutiva del gobierno de Surinam, después del Presidente. El Presidente y el vicepresidente son elegidos por la Asamblea Nacional por períodos de cinco años. 
El cargo de Vicepresidente se creó en la Constitución de 1987, cuando se abolió el cargo de Primer Ministro de Surinam.  El Vicepresidente está a cargo de la administración diaria del Consejo de Ministros y es responsable ante el presidente. 
El actual titular del cargo es Ronnie Brunswijk, quien asumió el cargo el 16 de julio de 2020.  

## Poderes y deberes
Los poderes del Presidente son ejercidos por el vicepresidente: 
1. En caso de que el presidente sea declarado no apto para ejercer sus poderes;
2. En caso de que el presidente haya establecido el ejercicio de sus poderes temporalmente;
3. Mientras no haya presidente o si está ausente;
4. Si, en el caso descrito en el artículo 140, se ha iniciado el procesamiento contra el Presidente.

## Vicepresidentes de Surinam
| Vicepresidente | Vicepresidente | Vicepresidente                  | Mandato                  | Mandato                  | Partido político                                  |
| N.º            | Imagen         | Nombre (Nacimiento–Muerte)      | Inicio                   | Fin                      | Partido político                                  |
| -------------- | -------------- | ------------------------------- | ------------------------ | ------------------------ | ------------------------------------------------- |
| 1              |                | Henck Arron (1936–2000)         | 26 de enero de 1988      | 24 de diciembre de 1990  | Partido Nacional de Surinam                       |
| 2              |                | Jules wijdenbosch (1942-)       | 7 de enero de 1991       | 16 de septiembre de 1991 | Partido Demócrata Nacional                        |
| 3              |                | Jules Ajodhia (1945-)           | 16 de septiembre de 1991 | 15 de septiembre de 1996 | Partido de la Reforma Progresista                 |
| 4              |                | Pretaap Radhakishun (1934–2001) | 15 de septiembre de 1996 | 12 de agosto de 2000     | Partido Básico para la Renovación y la Democracia |
| (3)            |                | Jules Ajodhia (1945-)           | 12 de agosto de 2000     | 12 de agosto de 2005     | Partido de la Reforma Progresista                 |
| 5              |                | Ramdien Sardjoe (1935-)         | 12 de agosto de 2005     | 12 de agosto de 2010     | Partido de la Reforma Progresista                 |
| 6              |                | Robert Ameerali (1961-)         | 12 de agosto de 2005     | 12 de agosto de 2015     | Partido de Liberación General y Desarrollo        |
| 7              |                | Ashwin Adhin (1980-)            | 12 de agosto de 2015     | 16 de julio de 2020      | Partido Demócrata Nacional                        |
| 8              |                | Ronnie Brunswijk (1961-)        | 16 de julio de 2020      | Actual                   | Partido de Liberación General y Desarrollo        |